# Alvin Lucier

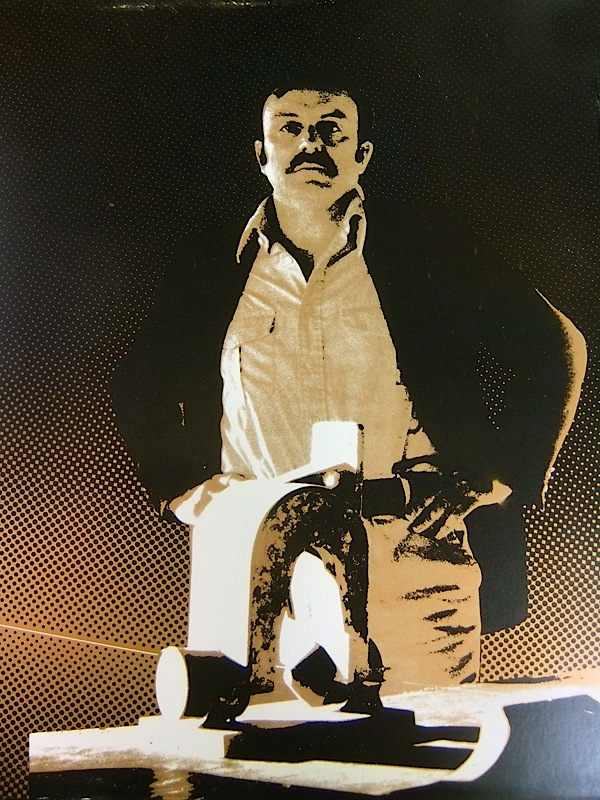
Alvin Lucier (1980)

Alvin Lucier (* 14. Mai 1931 in Nashua, New Hampshire; † 1. Dezember 2021 in Middletown, Connecticut) war ein US-amerikanischer Komponist und Klangkünstler.

## Leben
Lucier absolvierte seine Schulausbildung in Nashua und Portsmouth. Anschließend studierte er in Yale und Brandeis Komposition und nahm an den Sommerfestivals in Tanglewood teil. Nach seinem Abschluss verbrachte er 1960–62 zwei Jahre als Fulbright-Stipendiat in Venedig und Rom, wo er die aktuellen Entwicklungen in der Neuen Musik kennenlernte. In Venedig studierte er am Conservatorio Benedetto Marcello und besuchte Konzerte von John Cage und David Tudor, in Mailand machte er in Luciano Berios elektronischem Studio di Fonologia Musicale kurze Versuche mit Tonbandkompositionen. 1961 nahm er als Zuhörer an den Darmstädter Ferienkursen teil, wo er unter anderem die Musik von Karlheinz Stockhausen und La Monte Young kennenlernte.
Zurück in den USA leitete er in Brandeis von 1963 bis 1970 den Kammerchor der Universität. Dabei legte er den Schwerpunkt auf die Neue Musik. Durch die Konzerttätigkeit des Chors lernte er die Komponisten Robert Ashley und Gordon Mumma aus dem Umfeld des ONCE Festival of New Music in Ann Arbor sowie Künstler aus dem Umkreis von John Cage kennen. 1965 experimentierte Lucier auf Anregung des Physikers Edmond Dewan mit Alpha-Gehirnwellen (Frequenz um 10 Hz) als musikalischem Material und schrieb dafür das Stück Music for Solo Performer. John Cage, der von Lucier zu einem Konzert im Rose Arts Museum der Universität eingeladen worden war, forderte ihn auf, selbst ein Werk beizusteuern und assistierte bei der Uraufführung des Stückes. Lucier selbst betrachtete Music for Solo Performer als den Beginn seiner Arbeit als eigenständiger Komponist. 1966 gründete er mit Ashley, Mumma und David Behrman die Sonic Arts Union, ein Komponistenkollektiv, das bis 1976 gemeinsam tourte und Konzerte v. a. im Bereich der Live-Elektronik gab. Von 1970 bis 2010 lehrte er als John Spencer Camp Professor of Music an der Wesleyan University.
Neben Aktivitäten in den USA gab Lucier Konzerte, Lesungen und Performances in aller Welt. So etwa 1988 in Japan, 1990–1991 beim DAAD Künstler Programm in Berlin, 1992 in Indien und Finnland.
Im Oktober 1994 ehrte die Wesleyan University Lucier mit einem fünftägigen Festival: Alvin Lucier: Collaborations. Im April 1997 präsentierte Lucier Arbeiten aus seiner Reihe Making Music in der Carnegie Hall und im Oktober des gleichen Jahres seine Klanginstallation Empty Vessels bei den Donaueschinger Musiktagen. 1999 wurde Luciers Stück Diamonds for Three Orchestras beim Prager Frühlingsfestival aufgeführt.
2006 wurde er mit dem SEAMUS Lifetime Achievement Award ausgezeichnet, 2007 erhielt er die Ehrendoktorwürde (Honorary Doctorate of Arts) der Universität Plymouth.
2012 trat er gemeinsam mit Ashley, Mumma und Behrmann noch einmal als Sonic Arts (Re) Union beim MaerzMusik-Festival in Berlin auf.
2016 veranstaltete die Zürcher Hochschule der Künste ein einwöchiges Festival anlässlich des 85. Geburtstags Luciers mit zahlreichen internationalen Gästen wie Joan La Barbara, Charles Curtis, Oren Ambarchi und Stephen O’Malley. Neben diversen Europapremieren und Uraufführungen von Stücken wie Double Rainbow (2016), Step, Slide and Sustain (2014), Hanover (2015) u. v. m. kam es während dieser umfassenden Werkschau auch zur Wiederaufführung der live-elektronischen Klassiker I am Sitting in a Room (1970), Bird and Person Dyning (1975) und Music for Solo Performer (1965) durch Alvin Lucier selbst.

## Arbeiten

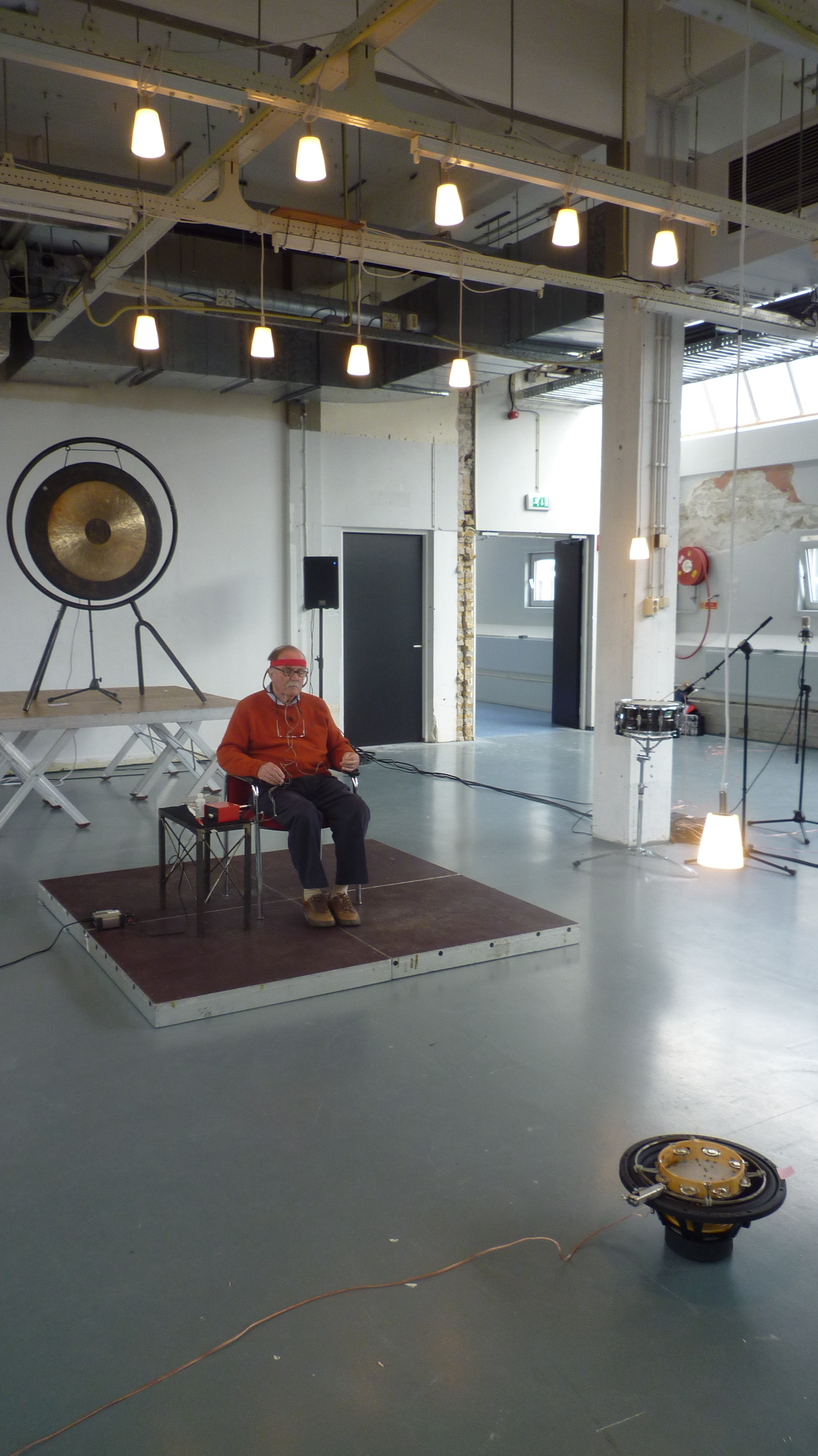
Lucier bei den Vorbereitungen für Music for Solo Performer, Den Haag 2010

Lucier erforschte in seinen Arbeiten das Wesen und die Wirkung von Akustik und Klang. Er machte dabei eine Gratwanderung zwischen Kunst-Performance, Komposition und Wissenschaft.
In seinem bekanntesten Stück I Am Sitting in a Room (1969) spielt Lucier eine von ihm gesprochene Tonaufnahme in einem Raum ab und macht gleichzeitig eine Aufnahme davon. Diese wird wiederum in demselben Raum abgespielt und gleichzeitig aufgenommen. Dieser Vorgang wird so oft wiederholt, bis die Stimme auf der Aufnahme nicht mehr zu verstehen ist, sondern nur noch die vielfach verstärkte Raumakustik (Raummode) hörbar ist.
In seinem Stück Music for Solo Performer (1965) nutzt Lucier Geräte, die Gehirnwellen registrieren und elektronisch verstärken können. Diese Signale werden zur Ansteuerung von Lautsprechern genutzt. Aufgrund der niedrigen Frequenzen sind sie nicht direkt hörbar, die Membranen der Lautsprecher bringen dann aber durch ihre Schwingungen verschiedene, direkt auf den Membranen platzierte Perkussionsinstrumente zum Klingen.
Zu Luciers Arbeiten gehören auch eine Reihe von Kammerstücken und Orchesterwerken, die sich auf eine minimalistische Art mit reinen Klängen beschäftigen. So entwarf er ein Stück, in dem Musiker auf verschiedenen Instrumenten Klänge erzeugen und versuchen, allein durch diese Schallwellen im Raum verteilte Snare-Drums zum Klingen zu bringen. In einem anderen Stück versuchen Musiker auf ihren Instrumenten die per Zufall entstehenden Rückkopplungsgeräusche eines Lautsprechers exakt nachzuahmen, was jedoch niemals vollkommen gelingt.
Alvin Lucier schrieb auch Musik für Theaterstücke und Filme. 2004 spielte Lucier sich selbst in dem Hörspiel Paralektronoia von Felix Kubin. I am Sitting in a Room wurde in die legendäre Wireliste The Wire’s „100 Records That Set the World on Fire (While No One Was Listening)“ aufgenommen. 2017 nahm er an der documenta 14 teil.

## Werke (Auszug)
- Fragments for Strings (1961) für Streichquartett
- Elegy for Albert Anastasia (1962–1965) mit Tonbändern und Tönen an der Grenze des menschlichen Hörbereichs
- Music for Solo Performer (1965) für verstärkte Gehirnwellen und Perkussion
- Whistlers (1967, zurückgezogen) Aufnahmen ionosphärischer Turbulenzen
- (Hartford) Memory Space (1970) für eine beliebige Anzahl von Instrumenten und Aufnahmen von Umweltgeräuschen
- I Am Sitting in a Room (1970) Stimme, Tonband und Raumakustik
- Music on a Long Thin Wire (1977) für Tongenerator und elektronisches Monochord
- Clackers and Swoopers (1989) für drei Feuer-Sirenen und Tänzer mit Holzklötzen
- Amplifier and Reflector One (1991) für geöffneten Regenschirm, Bratpfanne und eine Uhr
- Two Stones (1994) für zwei Basalt-Stücke
- I Remember (1997) für Chor und verschiedene Resonanzkörper
- What Day Is Today? (1999) Acht kurze Stücke auf Tonband, basierend auf Klangwellen von Sonne, Mond, Mars, Merkur, Jupiter, Venus, und Saturn
- On a Carpet of Leaves Illuminated by the Moon (2000) für Koto und Klang-Oszillator

## Texte
- Chambers: Scores by Alvin Lucier. Interviews with the composer by Douglas Simon. Wesleyan University Press, Middletown (CT) 1980.
- Untersuchen, Erproben, Erforschen. Die Werkzeuge meiner Arbeit. In: MusikTexte. Bd. 16, Oktober 1986, S. 26–32.
- „Es gibt so vieles, das geschieht“. Gedanken zur Klanginstallation. In: MusikTexte. Bd. 55, August 1994, S. 5–8.
- Reflexionen. Interviews, Notationen, Texte. 2., erweiterte Auflage. MusikTexte, Köln 2005, ISBN 3-9803151-2-6 (Erstveröffentlichung 1995, zweisprachige Ausgabe; Chambers ist in Reflexionen enthalten. 3. erweiterte Auflage (nur englisch), MusikTexte, Köln 2021).
- Those were the days. Über die Sonic Arts Union. In: MusikTexte. Bd. 85, August 2000, S. 52–55.
- An einem hellen Tag. Avantgarde und Experiment. In: MusikTexte. Bd. 92, Februar 2002, S. 13–14.
- Music 109: Notes on Experimental Music. Wesleyan University Press, Middletown (CT) 2012.

## Filme
- No ideas but in things. The composer Alvin Lucier. Film von Viola Rusche & Hauke Harder, Deutschland, 2012, 97 Min., Wergo, Schott Music 2013.